# Straßenmarkierung

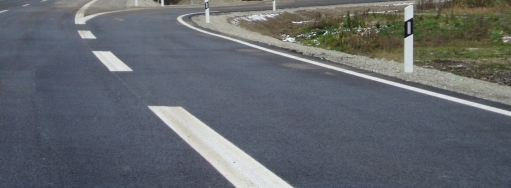
Fahrbahnmarkierung

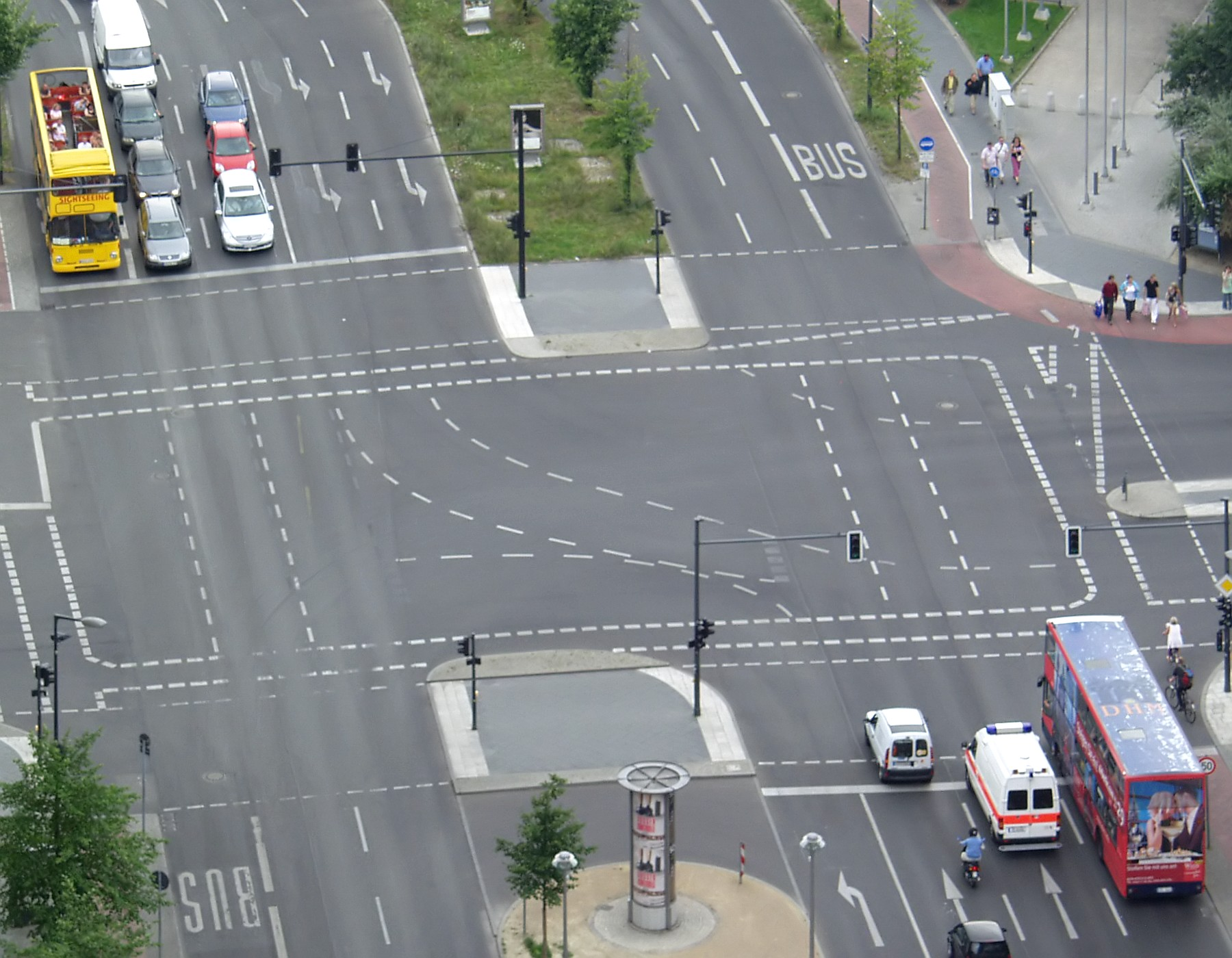
Unterschiedliche Fahrbahnmarkierungen im Knotenpunktbereich

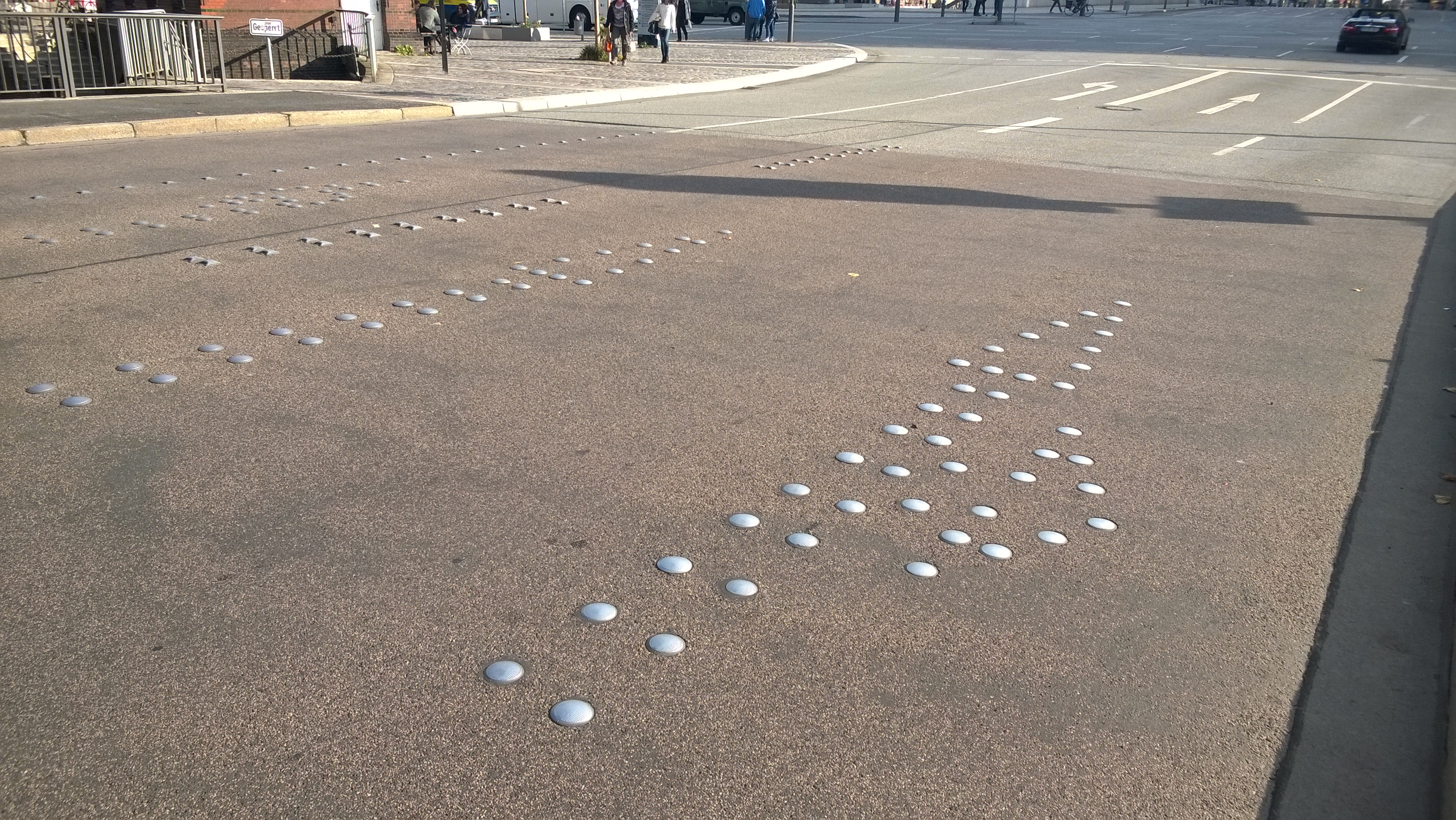
Fahrbahnmarkierungen aus Metall

Die Straßenmarkierung, auch Fahrbahnmarkierung oder Bodenmarkierung, ist eine farbliche Kennzeichnung auf der Oberfläche von Verkehrsflächen des Straßenverkehrs. Sie gehört zur Straßenausstattung und dient der Verkehrsführung, der Kennzeichnung verschiedener Verkehrsflächen und als Verkehrszeichen.
Seit Beginn des 20. Jahrhunderts werden Straßenmarkierungen auf Asphalt- oder Betonstraßen verwendet und haben aufgrund der starken Zunahme des Straßenverkehrs in den Nachkriegsjahren an Bedeutung gewonnen. In dieser Zeit wurden unterschiedliche Markierungszeichen entwickelt und eine Vielzahl von Markierungsmaterialien und -techniken erprobt. An die Straßenmarkierung werden eine Reihe von Anforderungen gestellt, um die Dauerhaftigkeit und Verkehrssicherheit zu gewährleisten.

## Aufgaben

Fehlende Markierung erschwert die Orientierung im Verkehrsraum.

Zusammen mit den Leitpfosten gewährleistet die Markierung eine optische Führung bei Dunkelheit und schlechten Sichtverhältnissen

Fahrbahnmarkierungen erfüllen eine Vielzahl von Aufgaben. So ermöglichen oder verbessern sie die Orientierung auf Verkehrsflächen und schaffen eine eindeutige und sichere Verkehrsführung:
- Durch linienartige Markierungen werden Verkehrsflächen aufgeteilt und verschiedenen Verkehrsströmen oder Fahrtrichtungen zugeteilt. Fahrbahnmarkierungen stellen eine wirtschaftliche und effektive Methode zur Verkehrslenkung und -beeinflussung dar und erfüllen ihre Aufgaben zusammen mit den anderen Leiteinrichtungen der Straße.
- Des Weiteren tragen sie zur Verkehrssicherheit im Zusammenhang mit anderen Verkehrsteilnehmern (Fuß- und Radverkehr, Schienenverkehr) bei. Anlagen des ruhenden Verkehrs (Parkflächen) werden mit Fahrbahnmarkierungen eindeutig vom fließenden Verkehr unterteilt. Bauwerke des Straßenverkehrs (wie Verkehrsinseln) lassen sich so kennzeichnen.
- Neben der Führung des Verkehrs kann die Fahrbahnmarkierung den Verkehrsteilnehmer vor Gefahren warnen oder Hinweise für die Wegweisung liefern.

Die Farbgebung der Markierung steht im Kontrast zur Fahrbahnfarbe und sorgt damit für eine optische Führung des Verkehrsteilnehmers bei Tag und bei Nacht. Spezielle Zusammensetzungen der Markierungsmaterialien ermöglichen eine ausreichende Sichtbarkeit bei schlechter Sicht (nasse Fahrbahn, Tunnelabschnitte und ähnliches). Von großer Wichtigkeit ist die Aufbringung von temporärer Markierung im Baustellenbereich, da so unter beengten Verhältnissen ein sicherer Verkehrsablauf gewährleistet wird.
Innerorts besteht die Möglichkeit, aus Gründen der Geschwindigkeitsdämpfung und der Schonung des Stadtbildes auf Markierungen zu verzichten. Voraussetzung dafür ist jedoch, dass der Verkehr durch andere Maßnahmen geführt und geregelt wird und eine gewisse Verkehrsstärke (ungefähr 1200 Fahrzeuge pro Stunde) nicht überschreitet.

## Geschichte

Die erste, 1938 in die deutsche Straßenverkehrs-Ordnung aufgenommene Fahrbahnmarkierung

Edward N. Hines (1870–1938), Mitglied der Straßenkommission des Wayne County in Michigan schlug 1911 vor, in seinem Bezirk entlang der Fahrbahnmitte jeder Brücke und jeder Kurve weiße Linien zu ziehen. Später wurde dieses Konzept auf die gesamten Straßenlängen erweitert. Hines gilt als erste Persönlichkeit, die das Konzept der Fahrbahnmarkierung praktisch umgesetzt hat. Bereits 1883 hatte John Macnie, Professor an der Universität South Dakota vorhergesagt, dass Automobile in Zukunft mit einem Tempo von 25 Meilen pro Stunde (40 Kilometer pro Stunde) fahren würden. Die dazu nötigen Straßen müssten dann in der Mitte durch eine weiße Linie geteilt werden, um den Verkehr auf der jeweils richtigen Seite zu halten. Macnies Überlegungen sahen in der Nähe von Städten zudem dreistreifige Fahrbahnen vor, wobei sich der Schwerverkehr auf den äußeren Fahrstreifen halten müsste.
Im Jahr 1918 sollen in Deutschland die Straßen größerer Städte mit weißen Linien markiert gewesen sein. Im Jahr 1921 entstand in der englischen Kleinstadt Sutton Coldfield, einem Vorort von Birmingham, die erste Fahrbahnmarkierung Großbritanniens. Dieses Experiment zur Entschärfung eines damaligen Unfallschwerpunkts war so erfolgreich, dass weiße Fahrbahnmarkierungen in Großbritannien und anderen Ländern zum Standard erhoben wurden. Die Zunahme der Verkehrsdichte und der Geschwindigkeit des motorisierten Verkehrs brachte einen weiteren Impuls zur Aufbringung von Fahrbahnmarkierungen. So wurden 1925 in Berlin offiziell weiße Markierungen zur Fahrbahn- und Fahrstreifenbegrenzung eingeführt. Der erste reguläre deutschlandweite Einsatz von Markierungen erfolgte als sogenannte Damm-Markierung ab 1932 und diente hauptsächlich als Anstrich für Bordsteine. Erste Mittellinienmarkierungen erfolgten auf Reichsautobahnen. Diese wurden zunächst in schwarzer Farbe aufgebracht, um ein gutes Kontrastverhältnis zur hellen Betondecke der Fahrbahn zu erzielen. Ab 1935 wurden die durchgehende Mittellinie ein fester Bestandteil der Reichsautobahn. Der Erlass vom 6. August 1936 beinhaltete dazu die Vorläufige Ausrüstung der Reichsautobahnen. Teilweise wurden an Ausfahrten bereits auf die Fahrbahn gemalte Pfeile und entsprechenden Linienführungen aufgetragen. Mit der 1938 ausgegebenen Vorläufigen Anweisungen für die Durchführung der Bauarbeiten an den Reichsautobahnen, Nr. 10 wurden die Markierungsregeln weiter konkretisiert. Die Trennlinien zwischen den Fahrbahnen wurden nun in weißer Farbe aufgetragen. Neben der bereits bekannten Markierung für die Fahrbahnmitte wurde nun auch die Fahrbahnkante mit einer durchgezogenen weißen Linie versehen.
Im November 1938 trat eine Änderung der im gleichen Jahr gültig gewordenen neuen deutschen Straßenverkehrs-Ordnung (StVO) in Kraft, bei der erstmals eine Fahrbahnmarkierung in das Regelwerk aufgenommen wurde. Dabei handelte es sich um eine quer zur Fahrbahn verlaufende Haltelinie, die in Nebenstraßen vor Fußgängerüberwegen angebracht werden sollte und in Verbindung mit dem ebenfalls eingeführten Halt-Zeichen stand. Zwei längs zur Straße verlaufende Strichlinien, die bis zu einer Tiefe von 10 Metern vor der Haltelinie in die Nebenstraße reichten, sollten die Autofahrer zum Abbremsen bewegen. Ab 1939 folge dann erstmals eine Markierung der Reichsstraßen mit dem durchgehenden Trennstrich, der die Straße in zwei Fahrstreifen aufteilte. Die durchgezogene Mittellinie hatte nicht die heutige Bedeutung, die ein Überholen verbietet, sondern sollte lediglich die Fahrstreifen voneinander trennen. Die bis zum Autobahnbau in Deutschland zumeist sehr lokalen Markierungen auf den Fahrbahnen wurden meist von Fahrbahnmarkierern per Hand aufgebracht. Spätestens bei der Markierung von Autobahnen machte dieses kostenintensive händische System keinen Sinn mehr. Erste Geräte zur gleichmäßigen Markierung, die von Hand geschoben werden mussten, kamen nun zum Einsatz. Die Entwicklung haltbarer Fahrbahnmarkierungen machte zu dieser Zeit große Fortschritte. So gab es in Deutschland ein 1943 erteiltes Patent für die Herstellung von reibfesten Fahrbahnmarkierungen aus Farbe und Kunstharzmassen, wobei Weichmacher oder andere Zusatzstoffe wie beispielsweise Raukörper zum Einsatz kamen. Zur abschließenden Härtung sollten dem Gemisch beigefügte oder nachträglich aufgebrachte Katalysatoren dienen, wobei Salzsäure vorzugsweise zu verwenden war.
Nach der 1949 erfolgten Gründung der Bundesrepublik Deutschland und aufgrund der nun stark zunehmenden Motorisierung wurde der Einsatz von Fahrbahnmarkierungen zur Verbesserung der Verkehrsführung intensiviert. Diese Entwicklung lief in den meisten westeuropäischen Ländern parallel ab. In der Bundesrepublik Deutschland wurde eine erste allgemeine Fahrbahnrandmarkierung erstmals 1952 durchgeführt. In der am 1. September 1953 in Kraft getretenen bundesdeutschen Novelle der Straßenverkehrs-Ordnung werden weitere Fahrbahnmarkierungen eingeführt. Darunter war auch die Haltlinie, die nun unabhängig von Fußgängerüberwegen, die eigene Markierungen erhielten, funktionierte. Außerdem fanden nun unter anderem erstmals eine gestrichelte Trennmarkierung der Fahrbahnen sowie aufgemalte weiße Pfeile und der Zebrastreifen Eingang in das Regelwerk. Das Erscheinen der „Hinweise für die Anordnung und Ausführung von Fahrbahnmarkierungen auf Bundesfernstraßen (HMB)“ durch das deutsche Bundesverkehrsministerium, die auf Grundlage von Vorarbeiten der Forschungsgesellschaft für das Straßenwesen entstanden waren, öffnete im Jahr 1954 den Weg zu einem umfassenden Markierungssystem. Im Jahr 1956 wurde das Merkblatt für die Anordnung von Fahrbahnmarkierungen auf Stadtstraßen (FASt) nachgeschoben, das ebenfalls von der Forschungsgesellschaft für das Straßenwesen erarbeitet worden war. Inzwischen waren verschiedenste Maschinentypen im Einsatz, die das Aufbringen der Markierungen immer mehr automatisierten. Der Fahrer saß nun rittlings auf einem motorbetriebenen Fahrzeug und steuerte per Lenkrad entlang einer mit Kreide vormarkierten Strecke. Ab den 1950er Jahren setzten sich verstärkt Thermoplast-Markierungen durch und verdrängten die bis dahin verwendeten einfachen Farbsysteme zunehmend. Nach der StVO-Novelle vom 30. April 1964 konnte nun mittels Zickzack-Linien ein gesetzliches Parkverbot – beispielsweise an Bushaltestellen – erweitert oder eingeschränkt werden. Die erste neue Straßenverkehrs-Ordnung nach 1938, die 1971 in Kraft trat, führte mit Zeichen 298 erstmals linierte Sperrflächen für den Verkehr ein. In der 1992 gültig gewordenen Novelle wurde dann der auf der Mittellinie positionierte Vorankündigungs-Pfeil Teil der StVO. Zu Beginn der 1970er Jahre wurden erste Kaltspritz-Plastikmarkierungen aufgetragen; durch das Aufkommen von Kaltfräsen wurde das Einlegen von Markierungen möglich. Im Jahr 1984 wurde die Typ-II-Markierung entwickelt und erstmals auf der A 49 zur Anwendung gebracht. Damit wurde zum ersten Mal ein Markierungssystem verwendet, das eine erhöhte Nachtsichtbarkeit bei Nässe gewährleistet. Markierungsmaterialien wie etwa Dispersionsfarben, Folien oder Kaltplastiken sind erstmals in den 1990er Jahren im Hinblick auf die Dauerhaftigkeit und den Umweltschutz aufgebracht worden.

## Applikation

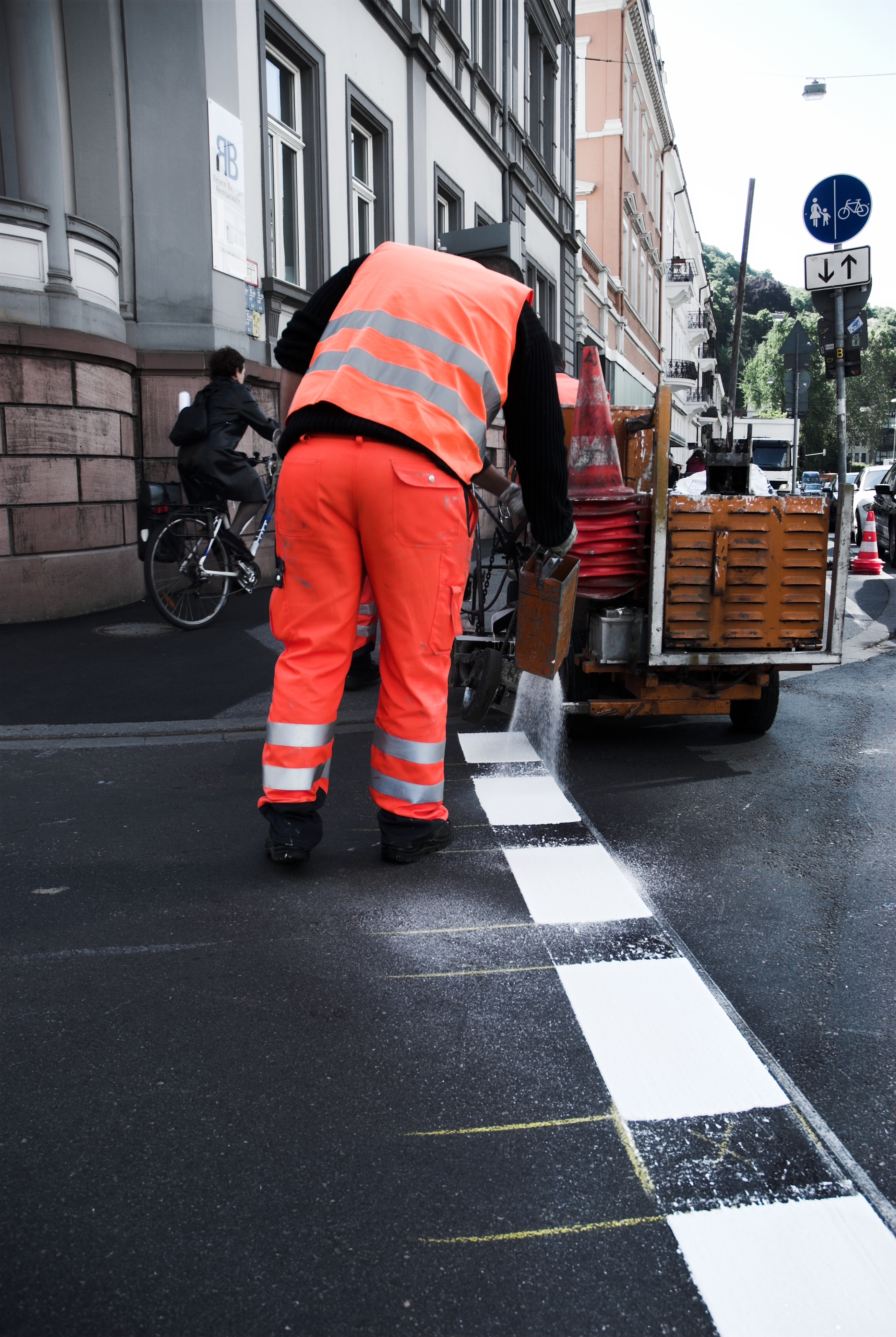
Abstreuen mit Reflexperlen

Das Aufbringen der Markierung auf der Fahrbahn durch den Fahrbahnmarkierer wird Applikation genannt. Die Applikation kann im Wesentlichen mit fünf Techniken durchgeführt werden:
- Spritzverfahren
- Verfahren mit Ziehschuh
- Extrusionsverfahren
- Aufklebe- oder Aufrollverfahren
- Verstreichverfahren

Bevor die eigentliche Markierung aufgebracht werden kann, kommt eine so genannte Vormarkierung zum Einsatz. Nach den Vorgaben des Markierungsplanes wird eine Nylonschnur aufgelegt und mit Silberbronze entlang dieser Nylonschnur vormarkiert. Silberbronze besitzt nur eine geringe Dauerhaftigkeit und verschwindet nach einigen Monaten von der Fahrbahnoberfläche.
Nach dem Vormarkieren können je nach Markierungsverfahren unterschiedliche Schritte folgen. Wird beispielsweise eine eingelegte Markierung aufgebracht, so sind Vertiefungen in den Fahrbahnbelag zu fräsen. Bei einer aufgelegten Markierung entfallen die Fräsarbeiten. Anschließend wird mit Hilfe einer Markiermaschine die Fahrbahnmarkierung aufgespritzt, extrudiert oder mittels Ziehschuh appliziert. Um die Nachtsichtbarkeit und die Griffigkeit zu erhöhen, kann es abschließend erforderlich sein, die frisch aufgebrachte Markierung abzustreuen.
Symbole und Piktogramme werden entweder mit Hilfe von Schablonen oder Vorlagen erstellt, oder sie können als Ganzes aufgerollt oder aufgeklebt werden. Zur Markierung einer Fläche wird das Markierungsmaterial per Hand auf einer festgelegten Fläche verstrichen.
Um eine dauerhafte und optisch einwandfreie Markierung zu erhalten, muss die Fahrbahnoberfläche sauber und trocken sein. Nicht tragfähige Untergründe oder Altmarkierungen sind so weit zu beseitigen, dass eine ordnungsgemäße Applikation möglich ist. Zudem ist auf eine geeignete Witterung zu achten. Nasskalte Witterung bewirkt eine mangelhafte Ausführung der Markierungsarbeiten. Gewisse Untergründe und Markierungsstoffe benötigen Voranstriche, um eine dauerhafte Verbindung einzugehen. Nach Abschluss der Markierungsarbeiten ist eine ausreichende Zeit zu warten, bevor die Markierung vom Verkehr überrollt wird. Wird dies nicht beachtet, so kommt es zur Abtragung und Verformung der noch nicht getrockneten Markierung.
Um vorhandene Markierungszeichen zu entfernen, stehen verschiedene Demarkierungstechniken zur Verfügung. Das Verdecken von zu demarkierenden Flächen mit dunkler Farbe oder dunkler Folie ist unzulässig, wird jedoch vielerorts angewendet. Stattdessen besteht die Möglichkeit, die Markierung abzufräsen oder mittels eines Hochdruckwasserstrahls zu entfernen. Ist eine Markierungsfolie zu entfernen, kann diese entweder abgeschabt oder mit einem Abflammgerät entfernt werden. Die Richtlinien geben vor, dass die Markierungszeichen nach dem Entfernen für den Verkehrsteilnehmer nicht mehr erkennbar sein dürfen.
Ein Linienbreiten-Konstanthalter hält Linienbreitenänderungen beim wegabhängigen Airless-Spritzen automatisch in kleinen Grenzen. Die von der Pumpe geförderte Farbmenge ist proportional zur Fahrgeschwindigkeit der Maschine. Mit zunehmender Geschwindigkeit wächst also die pro Zeitspanne durch die Spritzdüse hindurchgedrückte Farbmenge, was mit einem Druckanstieg in der Farbleitung zur Düse einhergeht. Es ist bekannt, dass ein Anstieg des Spritzdruckes eine Vergrößerung des Spritzwinkels zur Folge hat. Bei unverändertem Pistolenabstand zur Fahrbahnoberfläche hat dies eine Vergrößerung der Linienbreite zur Folge. Dieser Effekt ist abhängig von der eingesetzten Düse und der verwendeten Farbe. Die Veränderung der Linienbreite kann aber in einem großen Geschwindigkeitsbereich durch einen Linienbreiten-Konstanthalter in kleinen Grenzen gehalten werden.

Applikationstechniken
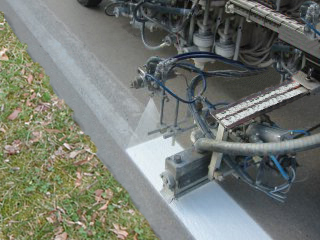
Applikation im Spritzverfahren
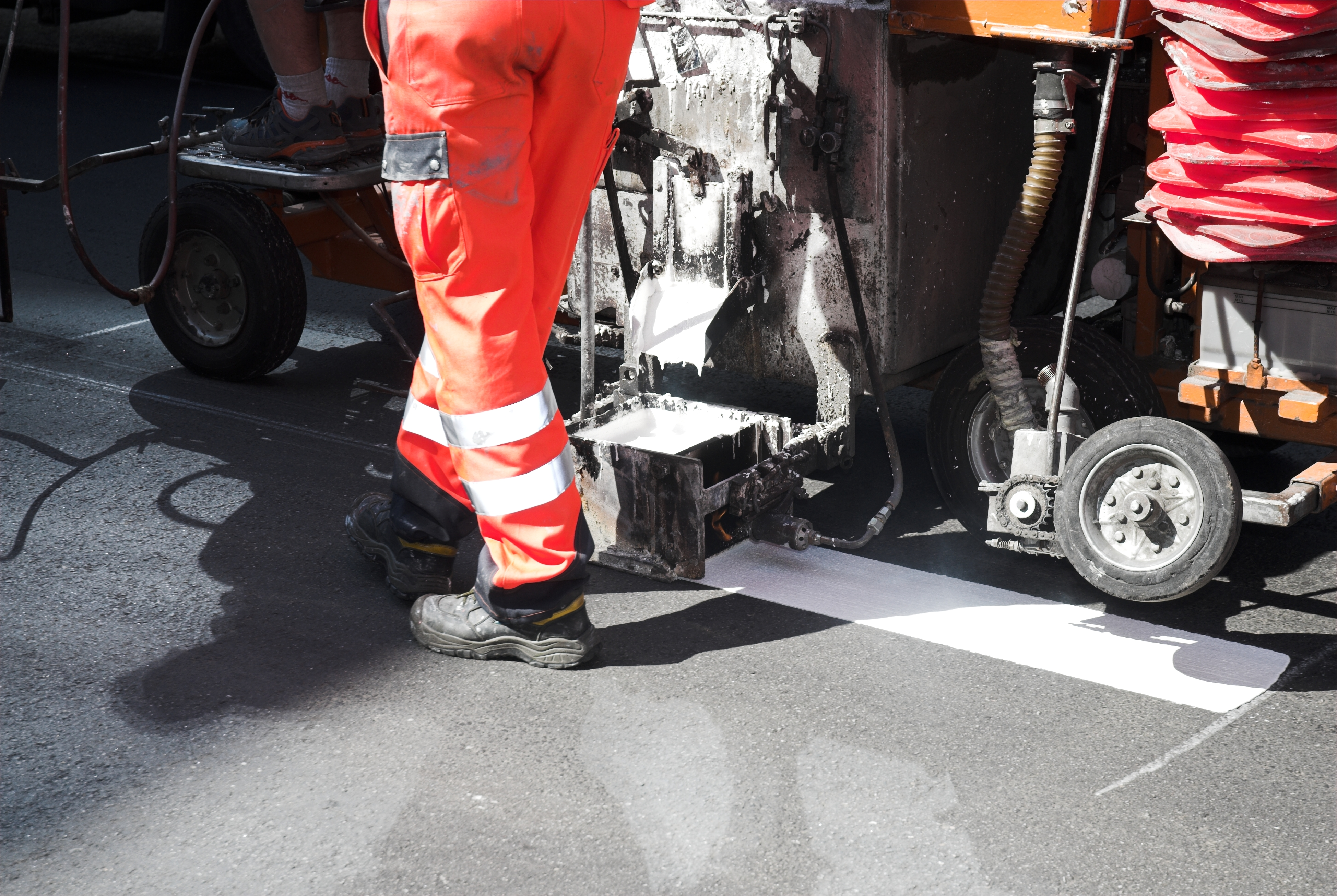
Applikation mittels Ziehschuh

## Eigenschaften

### Typen

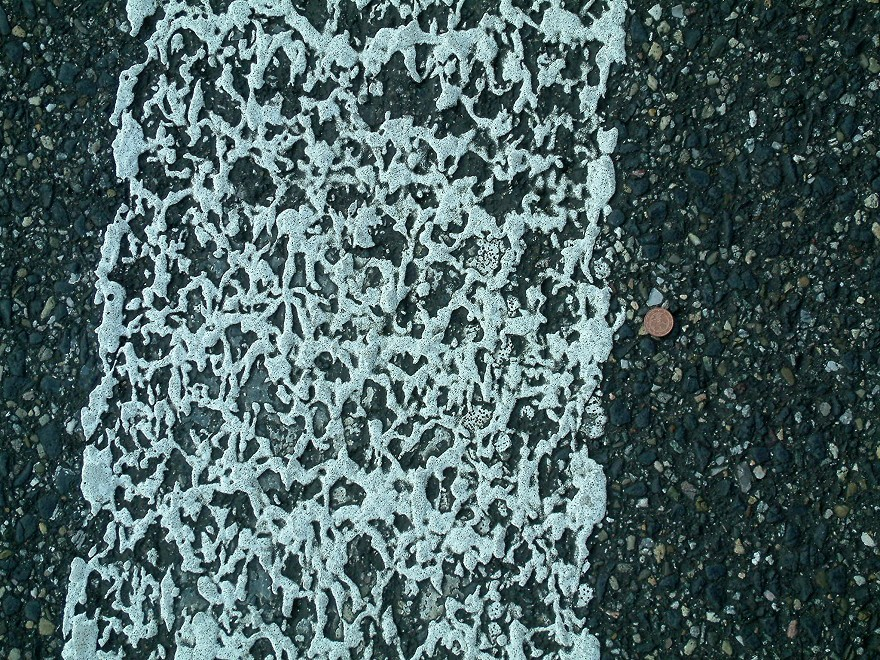
Fahrbahnmarkierung vom Typ II mit Agglomeraten in unregelmäßiger Oberflächenstruktur

Im Sinne der Fahrbahnmarkierungen wird unterschieden zwischen Typ-I- und Typ-II-Markierungen. Typ-I-Markierungen sind herkömmliche Markierungen und waren bis in die 1980er Jahre hinein Stand der Technik. Sie werden mit retroreflektierenden Glasperlen, so genannten Reflexperlen, und Griffigkeitsmitteln bestreut. Problematisch ist das Verhalten der Typ-I-Markierung bei Nässe auf der Fahrbahn. So bildet sich in diesem Fall ein Wasserfilm auf Fahrbahn und Markierung, der die Retroreflexion stark vermindert und somit die Nachtsichtbarkeit außer Kraft setzt, wodurch die Wirkung der Markierung verlorengeht und die Orientierung der Verkehrsteilnehmer erschwert wird. Aus diesen Gründen wurde die Markierung vom Typ II entwickelt.
Typ-II-Markierungen sind Markierungen mit erhöhter Nachtsichtbarkeit bei Nässe. Sie haben die herkömmlichen Typ-I-Markierungen weitgehend verdrängt. Auf deutschen Straßen sind rund 70 % der Markierungen dem Typ II zuzuordnen, auf Fernstraßen sind nahezu alle Markierungen des Typ I beseitigt worden. Aufgrund der besseren Erkennbarkeit der Markierung bei Nässe und Dunkelheit raten die Richtlinien, die Typ-II-Markierung bevorzugt anzuwenden. Die Funktionsweise der Typ-II-Markierung ist durch ein Herausragen um mehrere Millimeter aus dem Wasserfilm auf der Fahrbahn gekennzeichnet. Die Wirkung der Reflexperlen bei Nässe bleibt in diesem Fall erhalten.
Markierungen vom Typ II lassen sich ihrerseits in drei Systeme unterscheiden:

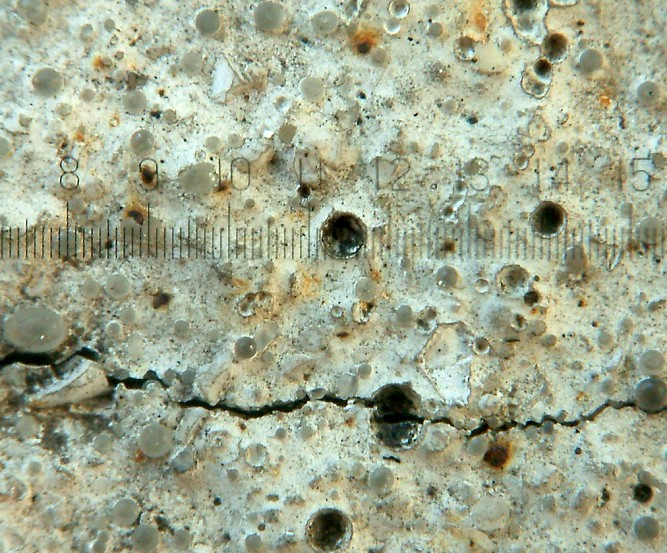
Retroreflektierende Fahrbahnmarkierung durch die Zugabe von Reflexperlen

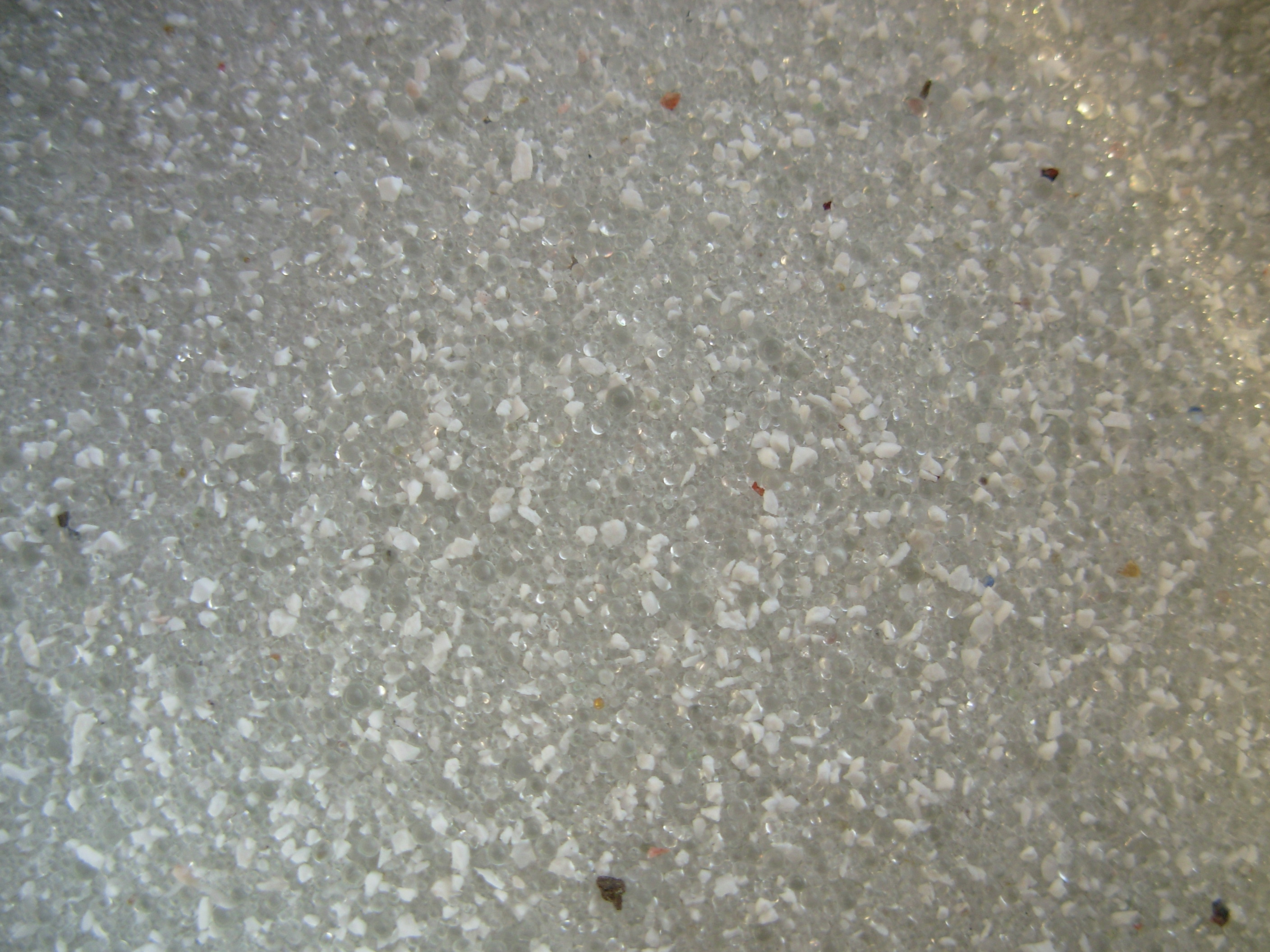
Abstreustoff für Fahrbahnmarkierungen – Reflexperlen und Griffigkeitsmittel

1. Glattstrichmarkierungen mit groben Nachstreumitteln
Dem Markierungsmaterial werden bei der Herstellung Reflexperlen beigegeben, ein Abstreuen nach der Applikation ist damit überflüssig. Vorteil dieses Systems ist, dass sich auch unterhalb der Markierungsoberfläche Reflexperlen befinden und mit dem fortschreitenden Abrieb ihre Wirkung erlangen. Herkömmlich abgestreute Systeme verlieren mit dem Abrieb der Oberfläche die retroreflektiven Eigenschaften.
2. Profilierte Markierungen mit haptischer und akustischer Warnwirkung
Markierungen dieses Systems erhalten eine starke Profilierung an der Oberfläche. Beispielsweise können Stege längs oder quer zur Fahrtrichtung appliziert werden. Die Stege heben sich besonders weit von der Fahrbahn ab und erzeugen eine haptische und akustische Warnwirkung, wenn sie mit dem Kraftfahrzeug überfahren werden. Der Fahrzeugführer wird auf die Gefahrsituation aufmerksam und kann eingreifen. Ihr Einsatz ist daher besonders für Randmarkierungen vorzusehen. Die Geräuschentwicklung kann jedoch von Anwohnern als störend empfunden werden. Ein weiterer Nachteil ist der hohe Verschleiß der Markierung bei häufigem Schneepflugeinsatz.
3. Markierungen mit stochastisch verteilten Agglomeraten
Agglomerate sind Markierungen, die sich aus ungleichen Größenbestandteilen zusammensetzen und somit eine unebene Oberfläche ergeben. Der Markierungsstoff wird also nicht vollflächig appliziert. Die Oberfläche kann sich aus regelmäßig oder unregelmäßig aufgetragenen Agglomeraten zusammensetzen. Auf eine Zugabe von zusätzlichen besonders großen Reflexperlen kann aufgrund der hohen Schichtdicke verzichtet werden. Darüber hinaus liefert diese Markierung höhere Griffigkeitswerte (siehe auch: SRT-Messung). Sie ragt wie alle Typ-II-Markierungen aus dem Wasserfilm der Fahrbahn heraus und zeigt sich relativ widerstandsfähig gegenüber häufigem Schneepflugeinsatz.
Betrachtet man diese Markierung aus 30 Metern Entfernung, so wird sie durch den Fahrzeugführer als Vollstrich wahrgenommen. Zu beachten ist jedoch, dass bei flachem Sonnenstand und entsprechendem Gegenlicht die Markierung am Tag schlecht erkennbar sein kann. Die Bauweise dieser Markierung ermöglicht es dem Regenwasser, durch die Markierung zum Fahrbahnrand hin abzufließen. Die Striche müssen eine eindeutig erkennbare Randbegrenzung erhalten.

### Materialien

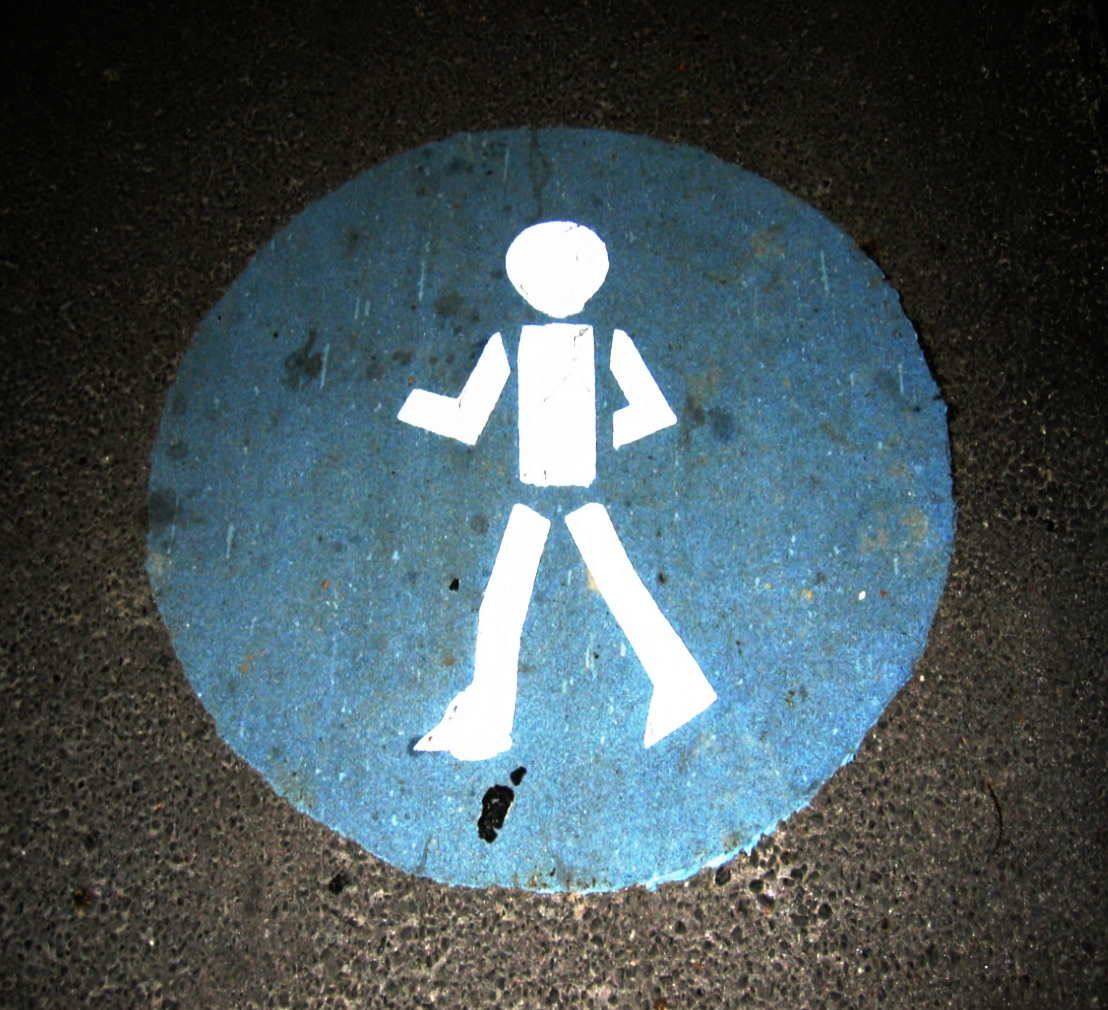
Aufgelegte Markierungsfolie zeigt ein Gebotszeichen

Über die Jahre wurden verschiedene Markierungsmaterialien entwickelt. Deren Eignung ist bei einem zuständigen Zulassungs- und Prüfinstitut (in Deutschland beispielsweise die BASt) nachzuweisen. Im Wesentlichen können folgende Materialien unterschieden werden:
- Dispersionsfarbe
- Heißspritzplastik
- Heißplastik
- Kaltplastik
- Folien
- Markierungsknöpfe

Die Fahrbahnmarkierungen werden je nach Anwendungsfall aus unterschiedlichen Materialien angefertigt. Einfache Markierungen, die nur selten überfahren werden, bestehen aus Kunststofffarben. Soll die Dauerhaftigkeit der Markierung erhöht werden, stehen Heißspritz- und Heißplastikmaterialien zur Verfügung. Auch das Aufbringen einer Kaltplastik ist möglich, in diesem Fall werden zwei Komponenten vor Ort vermischt. Für vorübergehende Markierungsaufgaben können Markierungsfolien verwendet werden.
Auf Pflasterflächen eignen sich so genannte Markierungsknöpfe aus Metall. Sie können zusätzlich retroreflektiv oder mit Eigenbeleuchtung ausgestattet sein. Zu beachten ist, dass Markierungsknöpfe nur bis zu einer Geschwindigkeit von 50 km/h zu verwenden sind. Des Weiteren sind die Abstände zwischen den Markierungsknöpfen zu begrenzen.

### Anforderungen
An eine Fahrbahnmarkierung werden unterschiedliche Anforderungen gestellt, um eine möglichst hohe Dauerhaftigkeit und Wirksamkeit zu gewährleisten. Eine Ausnahme bilden hier Markierungen, welche nur vorübergehend aufgebracht werden, wie etwa Baustellenmarkierungen. Dort muss sich die Markierung farblich besonders gut abheben, die Tag- und Nachtsichtbarkeit gewährleistet sein und die Markierung sich rückstandslos entfernen lassen.
Die wesentlichen Anforderungen an eine dauerhaft angelegte Fahrbahnmarkierungen sind:
- Die Tages- und Nachtsichtbarkeit dient der Erkennbarkeit der Markierungszeichen bei schlechter Witterung sowie bei Tag und bei Nacht. Zu diesem Zweck fordern die Richtlinien Sichtbarkeitswerte, die Markierungen einhalten müssen.
- Die Griffigkeit von Markierungen wirkt sich unmittelbar auf die Verkehrssicherheit aus und muss daher ausreichend sein. Gemessen wird die Griffigkeit mittels SRT-Pendel, die Norm gibt entsprechende Grenzwerte vor.
- Die Schichtdicke ist aus entwässerungstechnischen- und fahrdynamischen Gründen zu begrenzen. Die normierten Grenzwerte gelten sowohl für eingelegte als auch für aufgelegte Markierungszeichen.
- Der Farbort regelt die zu verwendende Farbgebung der Markierung.
- Die Überrollbarkeit, also das Befahren mit Fahrzeugen, sollte möglichst früh nach der Applikation gegeben sein, da sonst der Verkehrsfluss unnötig lange behindert wird.
- Die Verschleißfestigkeit bzw. Haltbarkeit ist Voraussetzung für die Dauerhaftigkeit von Markierungszeichen. Sie ist abhängig davon, ob die Markierung selten, häufig oder ständig überfahren wird und welche Schichtdicke die Markierung besitzt. Die Richtlinien teilen sie in Verkehrsklassen ein, die verschiedene Belastungsstufen angeben. Besonders stark belastet werden Markierungen, die quer zur Fahrbahn aufgebracht sind, oder häufigen Brems- oder Beschleunigungsvorgängen ausgesetzt sind. Ebenfalls negativ auf die Haltbarkeit wirkt sich der Einsatz von Schneeräumgeräten des Winterdienstes auf markierte Flächen aus. Die Gewährleistungsfrist für Fahrbahnmarkierungen hängt in Deutschland gemäß den Zusätzlichen Technischen Vertragsbedingungen und Richtlinien für Markierungen auf Straßen (ZTV M 13) vom gewählten Markierungssystem ab und beträgt zwischen einem halben und vier Jahren[18]. Die Haltbarkeit lässt sich dagegen nur sehr schwer bestimmen, als grober Richtwert können vier bis acht Jahre angenommen werden.

### Farben

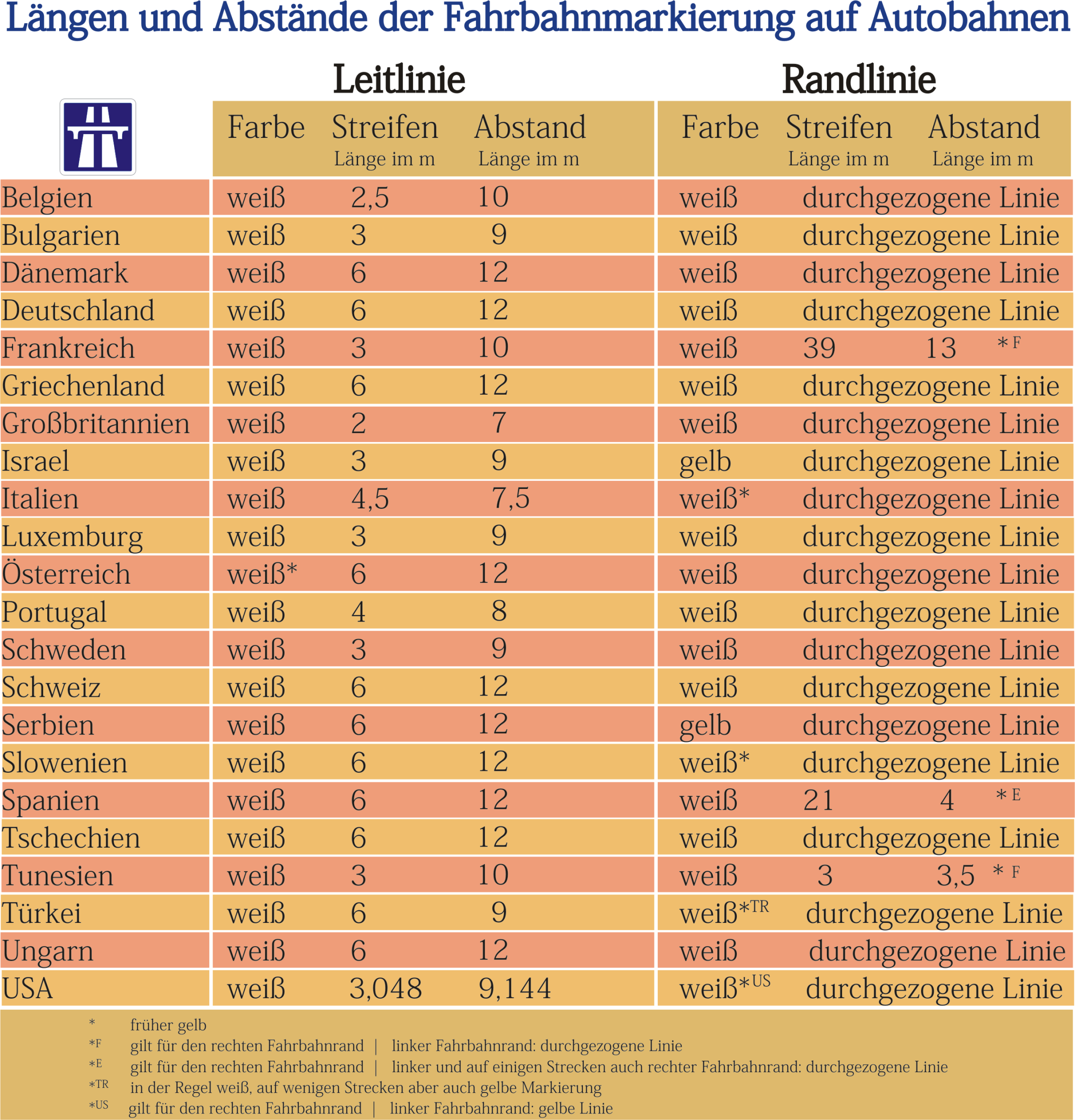
Vergleich der Maße von Fahrbahnmarkierungen auf Autobahnen verschiedener Länder

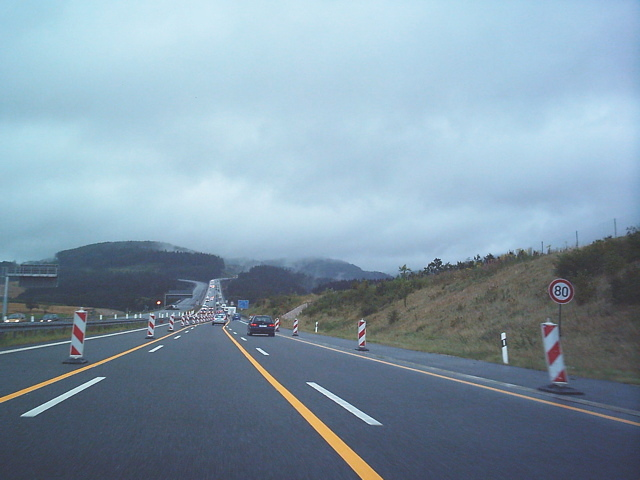
Im Baustellenbereich wird mittels temporärer Markierung die vorhandene Markierung außer Kraft gesetzt.

Markierungen sind in Europa überwiegend in weißer Farbe aufgebracht. In Österreich waren bis 1996 die Straßenmarkierungen für den fließenden Verkehr gelb und nur für den ruhenden Verkehr weiß. In der Schweiz werden für den öffentlichen Linienverkehr und für den Fuß- und Radverkehr gelbe Markierungen appliziert. In Norwegen, in großen Teilen Nord- und Südamerikas, aber auch in anderen Teilen der Welt werden gelbe Mittelmarkierungen verwendet.
In Baustellenbereichen werden in Deutschland gelbe (so genannte „Gelbmarkierung“), in Österreich und in der Schweiz gelb-orange Markierungen aufgebracht, um zu zeigen, dass die reguläre Markierung ungültig ist. In Deutschland ist dies durch § 39 StVO geregelt.
Radwege können mit einer grün oder rot eingefärbten Flächenmarkierung gekennzeichnet werden. Die Blaufärbung, die in manchen Städten Deutschlands verwendet wird, ist nach Ansicht dortiger Straßenrechts-Juristen nicht zulässig, da blau nach dem Wiener Abkommen Parkregelungen vorbehalten sei (siehe nächster Absatz).
In einigen Ländern Europas sind gelbe Markierungen für Park- und Halteverbote (zum Beispiel Frankreich, Luxemburg, Österreich, Schweiz) sowie blaue Markierungen für besondere Parkregelungen gebräuchlich (Blaue Zone im deutschsprachigen Raum, Zone bleue/Zone verte in Frankreich).
Generell ist es möglich, jede erdenkliche Farbe für Markierungszeichen herzustellen. Aufgrund fehlenden Kontrastes zur Fahrbahnoberfläche eignen sich jedoch nicht alle Farben zur Markierung. Des Weiteren verschmutzen helle Farben rascher als dunklere.
Noch bevor die StVO in Österreich Radstreifen gegen eine Einbahn erlaubten, markierte der Magistrat Graz Radstreifen mit einer Linie in Grün ab. Radstreifen wurden hier neben einer weißen Linie zur Warnung zusätzlich in Rot markiert. In Österreich waren etwa Leitlinien lange Zeit in Gelb, dann erst in Weiß wie früher schon in anderen Ländern.

### Umweltverhalten
Abrieb von Straßenmarkierungen ist für 7 % des primären Mikroplastiks in den Ozeanen verantwortlich.

## Markierungszeichen

Vorankündigungspfeile in Deutschland und Frankreich

Fahrbahnmarkierungen bestehen aus verschiedenartigen Markierungszeichen. Nachfolgend sind die unterschiedlichen Markierungszeichen und deren Abmessungen aufgeführt. Die Aufzählung orientiert sich an den in Deutschland gültigen „Richtlinien für die Markierung von Straßen“, allerdings unterscheiden sich die Markierungszeichen international oftmals nur geringfügig, wie an der nebenstehenden Abbildung zu erkennen ist. Die Markierungszeichen anderer Länder können jedoch in den jeweils geltenden Straßenbaurichtlinien der Länder nachgelesen werden.
Bei den Markierungszeichen werden unterschiedliche Strichbreiten in Abhängigkeit von der Straßenkategorie verwendet. Folgende Strichbreiten sind in den Richtlinien definiert:
|              | Autobahnen | Andere Straßen |
| ------------ | ---------- | -------------- |
| Schmalstrich | 0,15 m     | 0,12 m         |
| Breitstrich  | 0,30 m     | 0,25 m         |

### Längsmarkierungen
Längsmarkierungen werden längs zur Fahrtrichtung angeordnet und übernehmen weitgehend die optische Führung des Verkehrsteilnehmers. Des Weiteren gliedern sie den vorhandenen Straßenraum.
- Die Leitlinie ist eine unterbrochene Linie und darf vom Verkehrsteilnehmer überfahren werden. Sie dient dem Fahrzeugführer als Orientierungslinie und kennzeichnet seinen Fahrstreifen jenseits der Fahrbahnbegrenzung. Sie wird als Schmalstrich aufgebracht. Außerhalb von Knotenpunkten beträgt das Verhältnis von Strich zu Lücke in Deutschland in der Regel 1:2. In Österreich beträgt das Verhältnis 2:3. Innerhalb von Knotenpunkten ist das Verhältnis 1:1. Die Strichlänge ist abhängig von der erlaubten Geschwindigkeit. Sie reicht von 6 Metern auf Autobahnen bis zu 3 Metern auf Innerortsstraßen. Im engeren Knotenpunktbereich kann sie auch 1,5 oder 1,0 Meter betragen. Innerorts wird zur Verkehrsberuhigung in der Schweiz oft auf die Leitlinie verzichtet. In Deutschland ist dies das Zeichen 340 (Anlage 3, Abschnitt 8, Nr. 22, zu § 42 Absatz 2 StVO).
- Eine Warnlinie (D) oder eine Vorwarnlinie (CH) ist eine Abwandlung der Leitlinie und dient zur Ankündigung von Hindernissen, Fahrbahnteilungen oder Fahrstreifenbegrenzungen. Die Lücke ist in Deutschland nur halb so lang wie der Strich, in Österreich ist die Lücke ein Viertel so lang. Auch die Warnlinie wird als Schmalstrich ausgeführt.
- Die Fahrbahnbegrenzung (D) oder die Randlinie (CH) ist in Deutschland oder der Schweiz ein durchgehender Strich, in Frankreich oder in Schweden eine unterbrochene Linie und kennzeichnet den Rand der Fahrbahn. Auch in Deutschland soll eine unterbrochene Randmarkierung eingeführt werden.[21] Sie kann entweder als Schmalstrich oder als Breitstrich ausgeführt werden. Zu beachten ist, dass der Standstreifen einer Autobahn nicht Teil der Fahrbahn ist und keine Randmarkierung erhält. Innerorts wird überwiegend auf die Fahrbahnbegrenzungsmarkierung verzichtet, da hier ein Bordstein vorhanden ist.
- Die Fahrstreifenbegrenzung (auch Sperrlinie oder Sicherheitslinie) ist eine durchgehende Linie, die nicht überfahren werden darf. Sie wird überwiegend an unübersichtlichen Straßenabschnitten aufgebracht. Die Linie kann entweder als Schmal- oder als Breitstrich ausgeführt werden. In Deutschland ist dies das Zeichen 295.
- Eine einseitige Fahrstreifenbegrenzung (kombinierte Fahrstreifenbegrenzungs- und Leitlinie, in der Schweiz Doppellinie) besteht aus einer Fahrstreifenbegrenzungslinie und einer dazu parallelen Leitlinie. Sie darf von der Seite der Leitlinie überfahren werden, von der anderen Seite nicht.
- Die Abfahrtslinie grenzt den Einfädelungsstreifen (früher Beschleunigungsstreifen) einer Autobahnanschlussstelle von den durchgehenden Fahrstreifen ab. Sie ist in Deutschland durch breite, 6 Meter lange Streifen mit einem Abstand von jeweils 6 Metern zu erkennen, auf Landstraßen sind es 3 Meter lange Streifen mit einem Abstand von 3 Metern. In Österreich sind es auf Autobahnen 4 Meter lange Streifen mit einem Abstand von 2 Metern und auf Landstraßen 2 Meter lange Streifen mit einem Abstand von einem Meter.
- Die doppelte Fahrstreifenbegrenzung (in der Schweiz Doppelte Sicherheitslinie, umgangssprachlich Doppellinie) besteht aus zwei durchgezogenen parallelen Linien, die von keinem Fahrzeugteil überragt werden darf. Die beiden Linien können auch unterbrochen sein. Dann darf die Linie auf Anweisung (beispielsweise im Richtungswechselbetrieb) überfahren werden.

Strich durchgehend
Strich unterbrochen
Doppelstrich sowohl durchgehend als auch unterbrochen
Doppelstrich durchgehend
Doppelstrich unterbrochen
Vorwarnlinie (CH)

### Flächenmarkierungen

Schrägstrichgatter (D)
Radfahrerfurt, häufig auch ohne rote Einfärbung (D)
Sperrflächen (CH)
Radstreifen (CH)

Diese Art von Fahrbahnmarkierungen werden flächig auf der Fahrbahn aufgebracht.
Zur Markierung von Verkehrsflächen, die von Fahrzeugen freigehalten werden sollen, werden Sperrflächen verwendet. Auf Verkehrsflächen, die für den Radverkehr gedacht sind, können Radwegmarkierungen eingesetzt werden.
- Das Schrägstrichgatter (in der Schweiz und Österreich[22], in der deutschen StVO und der zugehörigen Verwaltungsvorschrift Sperrfläche. In den deutschen RMS-1 (Richtlinien für die Markierung von Straßen, Teil 1) finden sich beide Begriffe.) dient zum Anzeigen von Flächen, die von keinem Fahrzeug überfahren werden dürfen. Sein Einsatzbereich liegt überwiegend im Knotenpunktbereich. Es wird unterschieden zwischen dem kleinen und dem normalen Schrägstrichgatter. Das normale Schrägstrichgatter wird außerorts appliziert und besteht aus Schrägstrichen, die von einer Randlinie umgrenzt sind. Das kleine Schrägstrichgatter mit schmaleren Strichen und geringerem Strichabstand wird dagegen im innerstädtischen Bereich verwendet.

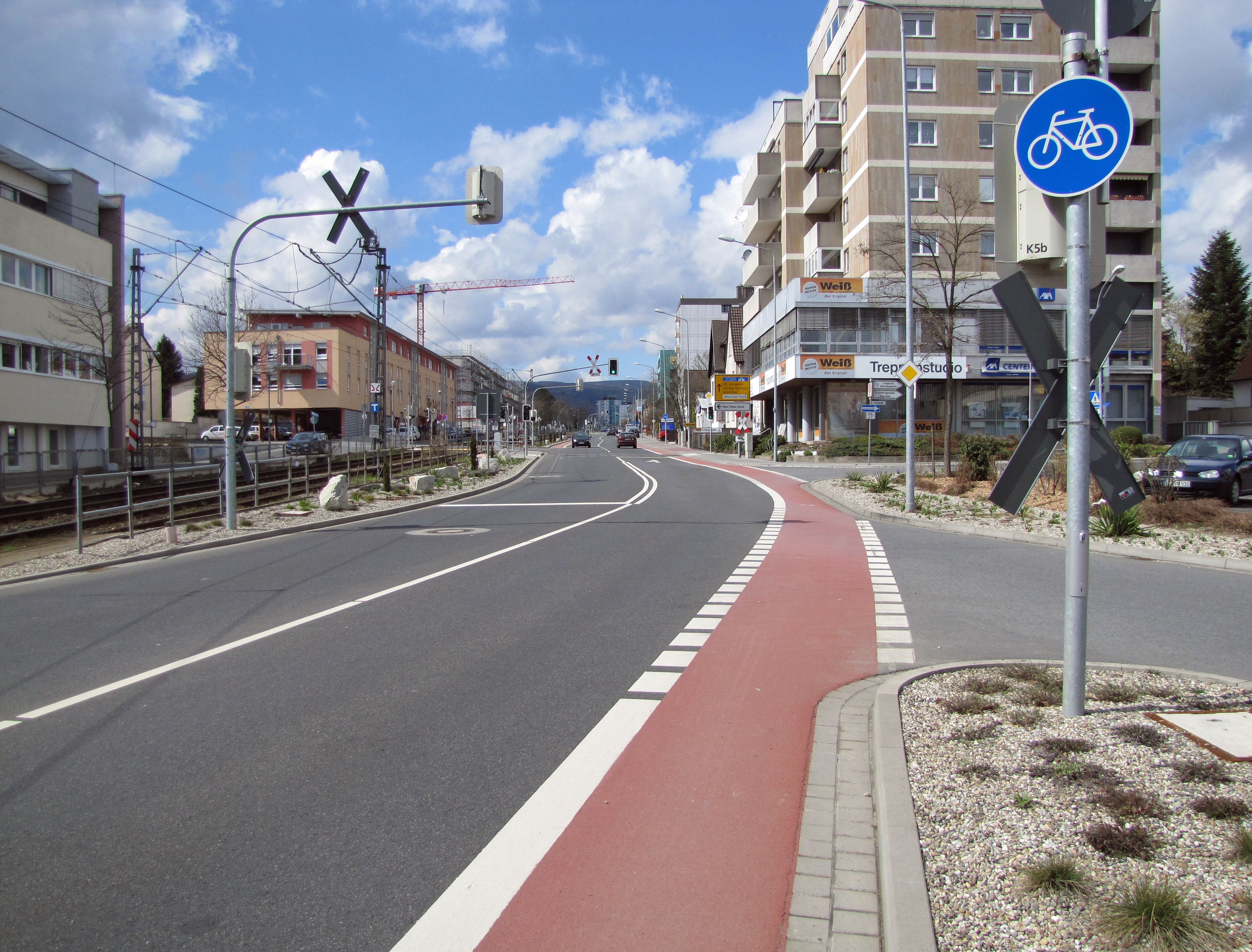
Markierung eines Radfahrstreifens im Vordergrund und der Radverkehrsfurt im Hintergrund

- Die Radfahrerfurt, auch Radverkehrsfurt oder Radweg(e)furt genannt, besteht in Deutschland aus einer unterbrochenen oder durchgezogenen Randmarkierung in weißer Farbe, in der Schweiz besteht der Radstreifen aus einer unterbrochenen Linie. Vor allem im Kreuzungsbereich wird sowohl in Deutschland als auch in der Schweiz überdies häufig, aber lange nicht immer eine flächige Markierung, meist in roter Farbe, aufgebracht. Zur Verdeutlichung im Knotenpunktbereich kann zusätzlich das Piktogramm „Fahrrad“ in weißer (Deutschland) bzw. gelber (Schweiz) Farbgebung aufgebracht sein.

An Furten von Zweirichtungs-Radwegen wird die flächige Rotmarkierung empfohlen.

### Grenzmarkierungen
In Blauen Zonen bestimmt die farbige Straßenmarkierung (rot und blau) oder das Nichtvorhandensein einer Markierung die Ge- und Verbote zum Halten oder Parken.

#### Grenzmarkierungen in Deutschland
Um bestehende Halt- oder Parkverbote zu verdeutlichen, zu verlängern oder zu verkürzen, können in Deutschland auf der Fahrbahn so genannte Grenzmarkierungen für Halt- und Parkverbote (auch Zick-Zack-Linien) aufgebracht werden. Man unterscheidet unterbrochene und durchgehende Zick-Zack-Linien. Gemäß StVO sind Grenzmarkierungen ausschließlich in N-Form zulässig. Die Ausführung in X-Form macht eine Zulassung durch die jeweilige oberste Landesbehörde erforderlich, auch wenn sie in den Richtlinien für die Markierung von Straßen (RMS) aufgeführt wird. Unterbrochene Linien werden häufig bei Bushaltestellen verwendet, innerhalb der Grenzmarkierung wird zusätzlich der Schriftzug „BUS“ aufgebracht. Die Straßenverkehrsordnung verbietet das Parken auf diesen markierten Fahrbahnbereichen.
- Die Zick-Zack-Linie besitzt eine Strichbreite von 0,12 Metern. Die schrägen Linien werden in einem 45°-Winkel angetragen.
- Die unterbrochene Zick-Zack-Linie ist eine Abwandlung der oben genannten Grenzmarkierung und findet an Haltestellen des öffentlichen Nahverkehrs Verwendung. Innerhalb der unterbrochenen Grenzmarkierung befindet sich der Schriftzug „BUS“. Die Strichbreiten und Seitenverhältnisse gleichen der durchgehenden Zick-Zack-Linie.
- Grenzmarkierungen in N- oder X-Form kennzeichnen kurze Straßenabschnitte, auf denen das Halten und Parken untersagt ist.

Grenzmarkierung (nach rechts fortlaufend)
Grenzmarkierung in N-Form
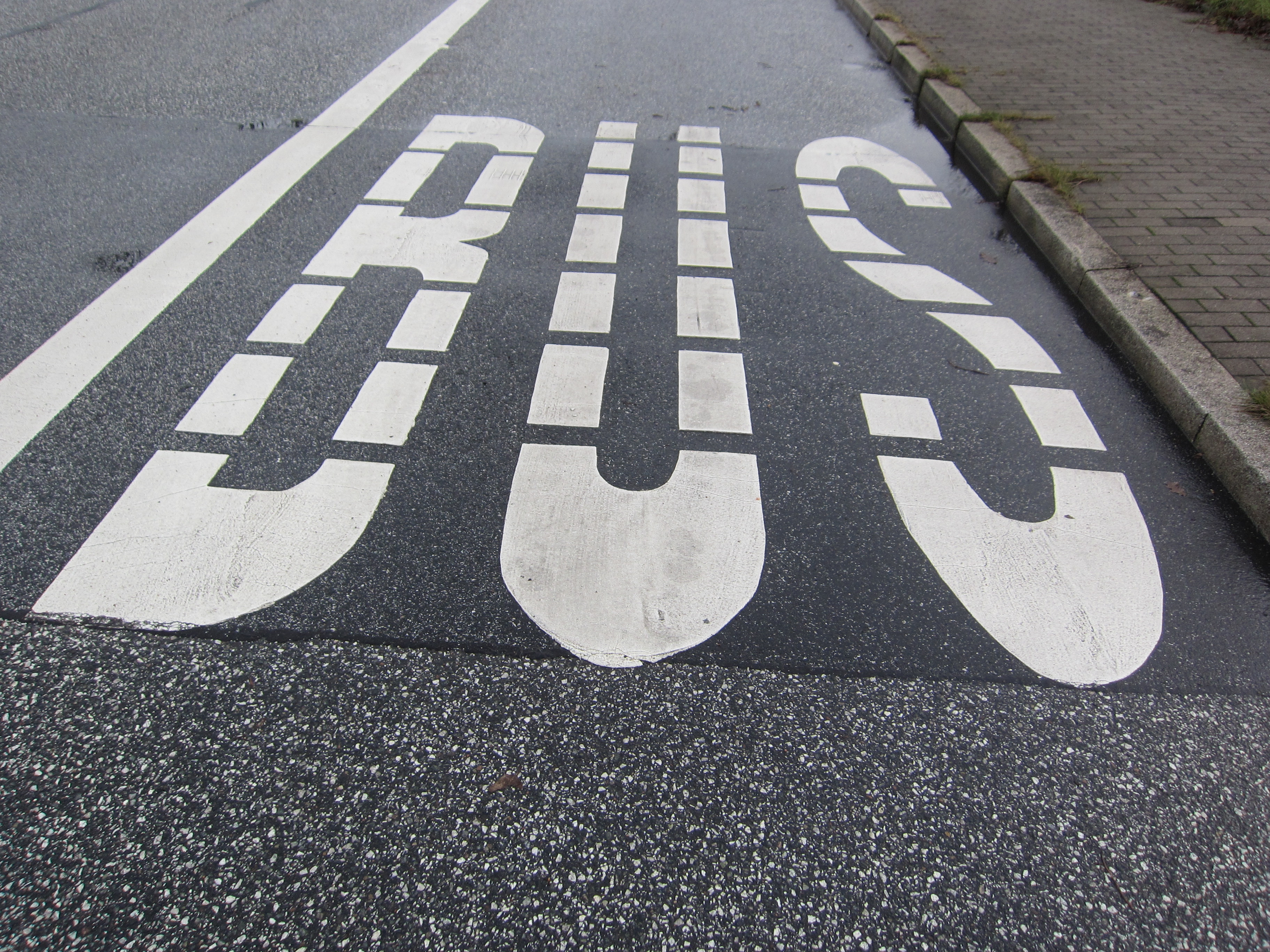
Schriftzug „BUS“
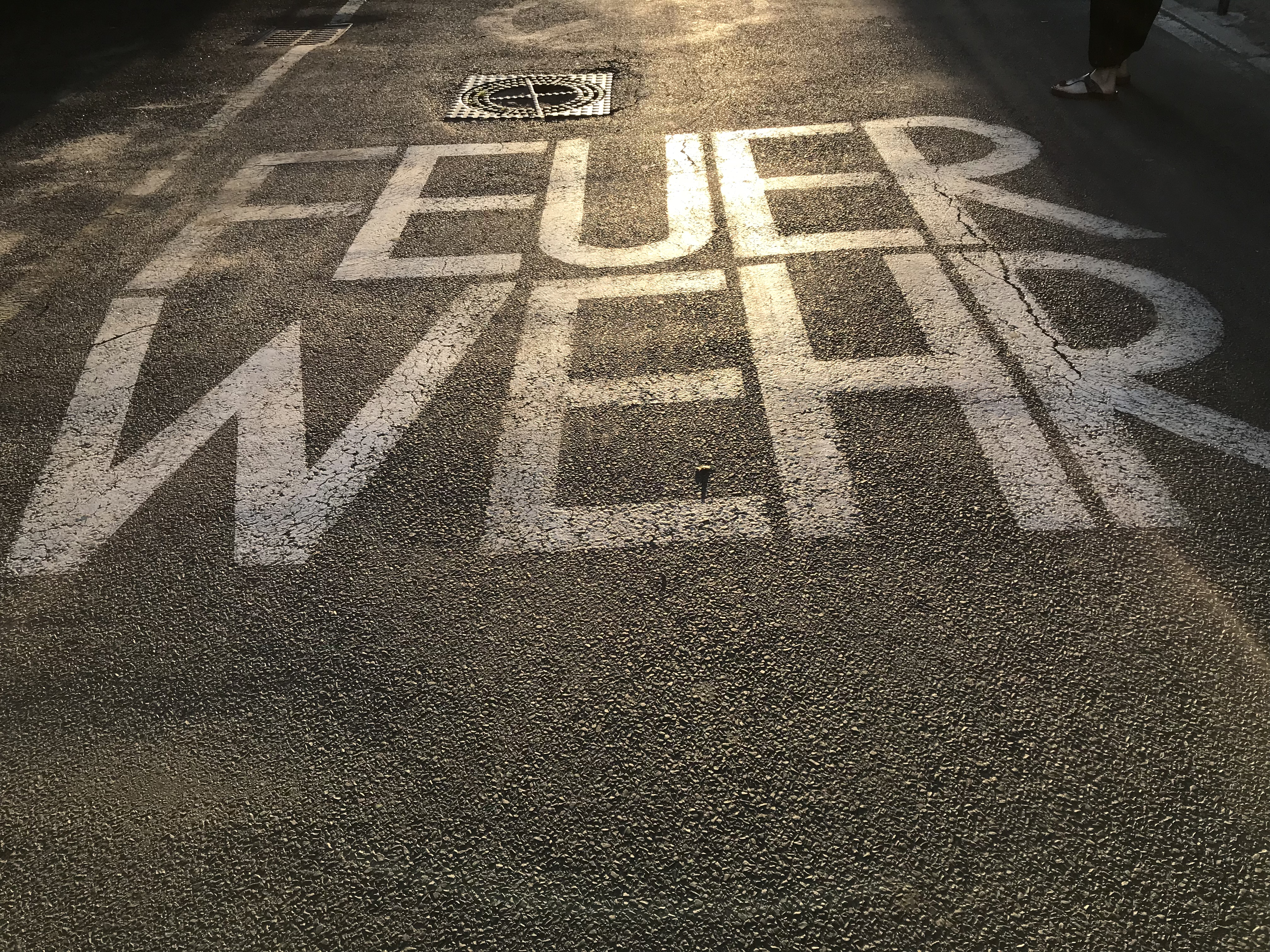
Schriftzug „Feuerwehr“

#### Grenzmarkierungen in der Schweiz
In der Schweiz sind Flächen, an denen ein Park- oder Halteverbot besteht, gelb markiert. Ein Parkverbot wird durch eine Parkverbotslinie oder ein Parkverbotsfeld gekennzeichnet, zur Kennzeichnung eines Halteverbots die Halteverbotslinie verwendet. Zickzacklinien kennzeichnen Haltestellen des öffentlichen Linienverkehrs. An solchen Stellen darf zum Ein- und Aussteigenlassen von Personen gehalten werden, sofern Fahrzeuge im öffentlichen Linienverkehr nicht behindert werden (Art. 79 Abs. 3 SSV).

Zickzacklinie
Parkverbotslinie
Parkverbotsfeld
Halteverbotslinie

### Quermarkierungen
Quer zur Fahrtrichtung aufgetragen werden querende Fußgänger- oder Radverkehrsfurten (früher Radfahrerfurt genannt) oder Halt- beziehungsweise Wartelinien, jeweils nur im Knotenpunktbereich oder an Querungsstellen. Des Weiteren zählt auch der Fußgängerüberweg zu den Quermarkierungen. Diese Art von Markierungszeichen werden besonders häufig überfahren und sollten daher eingelegt werden.
- Haltlinien (in der Schweiz Haltelinien) sind dort anzubringen, wo der Verkehr anhalten muss. Die Haltlinie ist ein durchgehender Querstrich mit 0,5 Meter Strichbreite. Zusätzlich zur Haltlinie ist es in der Schweiz vorgesehen, das Wort „Stop“ auf der Fahrbahn anzubringen. An folgenden Stellen ist eine Haltlinie aufzubringen:
  1. Stoppschild
  2. Andreaskreuz an Bahnübergängen
  3. Lichtsignalanlagen
- Wartelinien (in Österreich: Ordnungslinien) § 15 begrenzen Bereiche auf der Fahrbahn, die als Aufstellfläche für Abbiegevorgänge vorgesehen sind. Die unterbrochene Strichmarkierung ist 0,5 Meter breit und besteht aus 0,5 Meter langen unterbrochenen Linien mit 0,25 Meter langen Lücken. In der Schweiz besteht die Wartelinie aus einer Reihe weißer Dreiecke quer zur Fahrbahn. Diese sogenannten Haifischzähne[23][24] sind optional auch in Österreich vorgesehen (§ 15, Abs. 3). In Deutschland gibt es sie seit 28. April 2020 ebenfalls, um entweder die Vorfahrt des Radverkehrs an entsprechend beschilderten Kreuzungen im Zuge von Radschnellwegen zu verdeutlichen oder auf eine Rechts-vor-Links-Regelung hinzuweisen. Diese Vorgaben zum Einsatz von Haifischzähnen sind fachlich hochumstritten, da beispielsweise nicht klar ist, wieso sie im Zuge bevorrechtigter Radschnellwege eingesetzt werden dürfen, aber nicht im Zuge bevorrechtigter Fahrradstraßen anderer Netzordnung. In mehreren Bundesländern wurden daher per Erlass abweichende Einsatzregelungen (gemäß § 46 StVO) verfügt.
- Eine Fußgängerfurt oder Radwegefurt, bzw. Radfahrerüberfahrt in Österreich wird mittels einer unterbrochenen Querlinie mit kurzen Strichen gekennzeichnet. Im Fall der Radwegefurt ist der Strich breiter ausgeführt. Fußgängerfurten müssen an Lichtsignalanlagen markiert werden. Darüber hinaus dürfen sie nur an Überwegen, die durch Schülerlotsen, Schulweghelfer oder sonstige Verkehrshelfer gesichert werden, markiert werden. Radwegefurten müssen außer an Lichtsignalanlagen im Zuge von Vorfahrtsstraßen mit Radweg oder für den Radverkehr freigegebenen Fußwegen markiert werden. Sie verdeutlichen dabei als Längsmarkierung die Vorfahrt des Radverkehrs gegenüber abbiegenden, einfahrenden und querenden Fahrzeugen. In der Schweiz sind Furte unbekannt, dort kommen Fussgängerstreifen zum Einsatz.
- Der Fußgängerübergang (in Deutschland Fußgängerüberweg, auch Zebrastreifen, in Österreich Schutzweg, in der Schweiz Fussgängerstreifen) besteht aus parallel zur Fahrtrichtung angeordneten Markierungsstreifen. Durch die auffällige Darstellung werden Fahrzeuglenker auf die querenden Fußgänger aufmerksam gemacht.

Querstrich durchgehend
Querstrich unterbrochen
Zebrastreifen
Fussgängerstreifen und Längsstreifen für Fussgänger (CH)
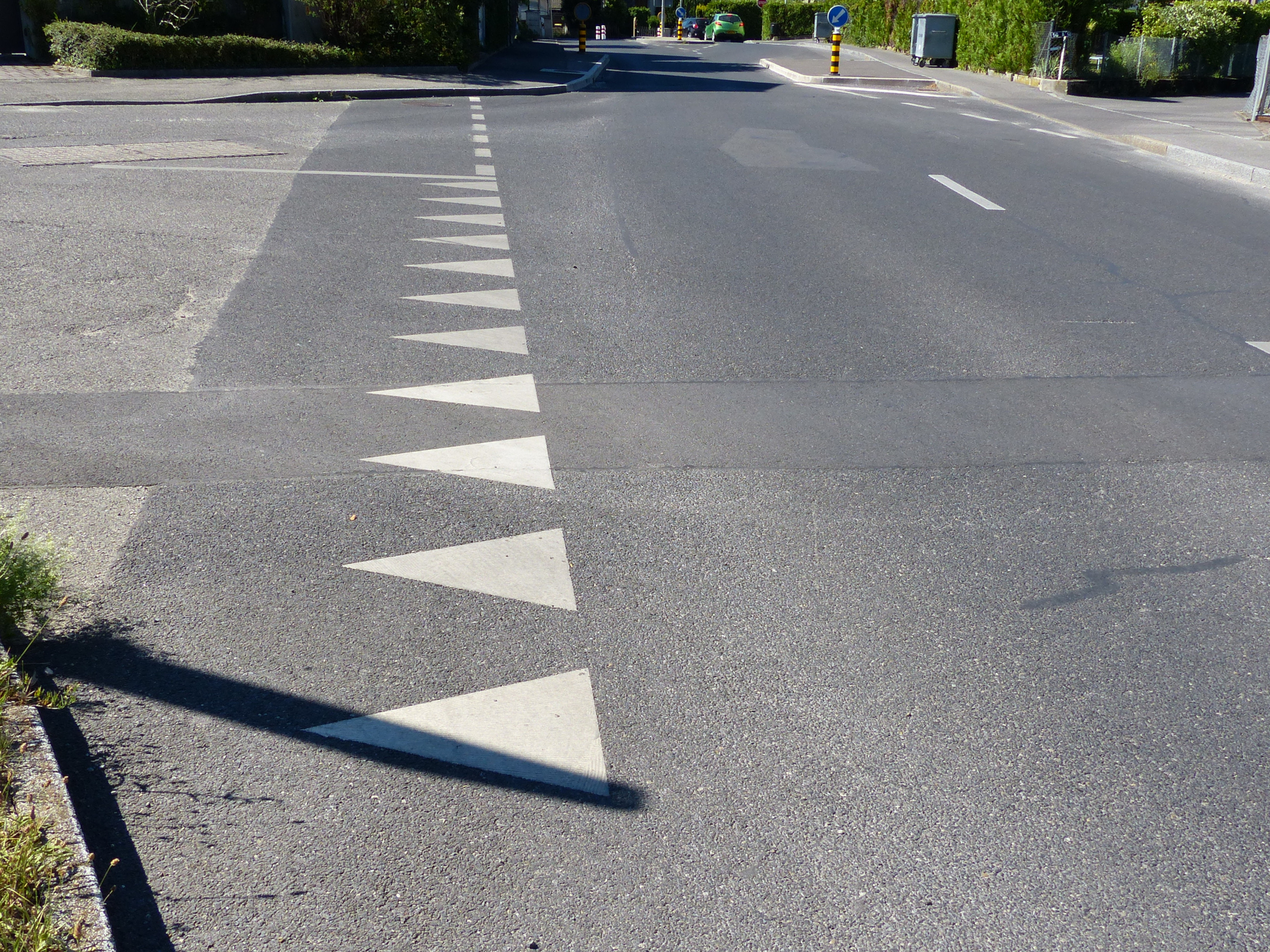
Haifischzähne (Schweiz)
Zeichen 342 der deutschen StVO: Haifischzähne

### Parkflächenmarkierungen
Diese Art von Markierungen regeln die Anordnung von Parkflächen und deren Abgrenzung vom fließenden Verkehr. Die Linien zeigen an, auf welche Weise und auf welchen Flächen Fahrzeuge aufzustellen sind. Wird der Verkehrsraum für Fußgänger nicht eingeschränkt, so können Parkflächenmarkierungen auch auf dem Gehweg ausgeführt werden. Die Linien werden als Schmalstrich aufgebracht und können sowohl durchgehend als auch unterbrochen dargestellt werden. Es müssen jedoch mindestens die vier Ecken der Einzelparkfläche erkennbar sein.
Die Linien werden in weißer Farbgebung aufgebracht, abweichend von dieser Regelung kennzeichnen in Österreich und der Schweiz blaue Linien Kurzparkplätze oder Kurzparkzonen. In der Innenstadt von München werden unter solche Blauen Zonen verschiedene Parkregelungen durch unterschiedliche Farben dargestellt.
In einigen Ländern Europas (zum Beispiel Großbritannien, Frankreich oder Luxemburg) wird auch eine durchgezogene oder gestrichelte, gelbe oder rote, einfache oder doppelte Markierung der Bordsteinkante verwendet, um Park- bzw. Halteverbote anzuzeigen. Von 1963 bis 1979 kannte die Schweiz auch solche Farbmarken oder Streifringe.

Parkflächenmarkierung für Längsaufstellung
Parkflächenmarkierung für Senkrechtaufstellung
Streifringe (Halteverbot, Schweiz 1963–1979)
Streifringe (Parkverbot, Schweiz 1963–1979)
Farbmarken auf dem Randstein (Halteverbot, Schweiz 1963–1979)
Farbmarken auf dem Randstein (Parkverbot, Schweiz 1963–1979)
Farbmarken auf dem Randstein (Parkieren erlaubt, Schweiz 1963–1979)

### Pfeile
Pfeile auf der Fahrbahn dienen der Richtungsweisung und Verkehrslenkung sowohl auf freier Strecke als auch im Knotenpunktbereich. Es werden dabei Richtungspfeile und Vorankündigungspfeile unterschieden, beide sind vollflächig zu markieren.
- Richtungspfeile sind auf Fahrstreifen an Knotenpunkten angebracht und ermöglichen ein frühzeitiges Orientieren der Verkehrsteilnehmer und das Auswählen der gewünschten Fahrtrichtung. Auf Streckenabschnitten, welche mit Pfeilmarkierungen versehen sind, ist das Parken untersagt. Auf freier Strecke weisen die Richtungspfeile auf endende Fahrstreifen hin und werden dreimal wiederholt. Sie können in kleinerer Ausführung auch auf Radwegen verwendet werden. In der Schweiz werden gelbe Richtungspfeile für den öffentlichen Linienverkehr verwendet.
- Vorankündigungspfeile zeigen das Ende eines Fahrstreifens an oder kündigen eine Fahrstreifenbegrenzung an. Sie befinden sich in der Achse der Warnlinie und werden drei Mal wiederholt.

Richtungspfeil geradeaus und rechts ab
Vorankündigungspfeil

### Sonderzeichen

#### Sonderzeichen in Deutschland
Sonderzeichen werden auf die Fahrbahn aufgebracht, um den Verkehrsablauf und die Verkehrsführung zu verdeutlichen. Verwendet werden Zahlen, Verkehrszeichen, Piktogramme sowie Buchstaben. Um eine Erkennbarkeit durch den Verkehrsteilnehmer zu gewährleisten, müssen die Sonderzeichen in der Länge dreifach verzerrt werden. Gemäß den Straßenverkehrsordnungen (§ 39 Abs. 7 und 8 StVO) weist ein Sonderzeichen oder Schriftzeichen auf der Fahrbahn auf ein entsprechendes Verkehrszeichen hin, eine alleinstehende Verwendung ist nicht zulässig. Die Piktogramme und Schriftzeichen müssen den Vorgaben der Straßenverkehrsordnung und der Markierungsrichtlinie entsprechen, ein Aufbringen von Phantasiezeichen ist daher unzulässig. Bei der Darstellung von Verkehrszeichen ist zu beachten, dass meist die Abbildung des inneren Piktogramms ausreicht. Werden Verkehrszeichen als Ganzes appliziert, können sie aufgrund der mangelhaften Griffigkeit eine Gefahr für den Verkehrsteilnehmer darstellen.

Piktogramm Radfahrer (unverzerrt)
Piktogramm Behinderte (unverzerrt)
Ansicht aus unterschiedlichen Perspektiven
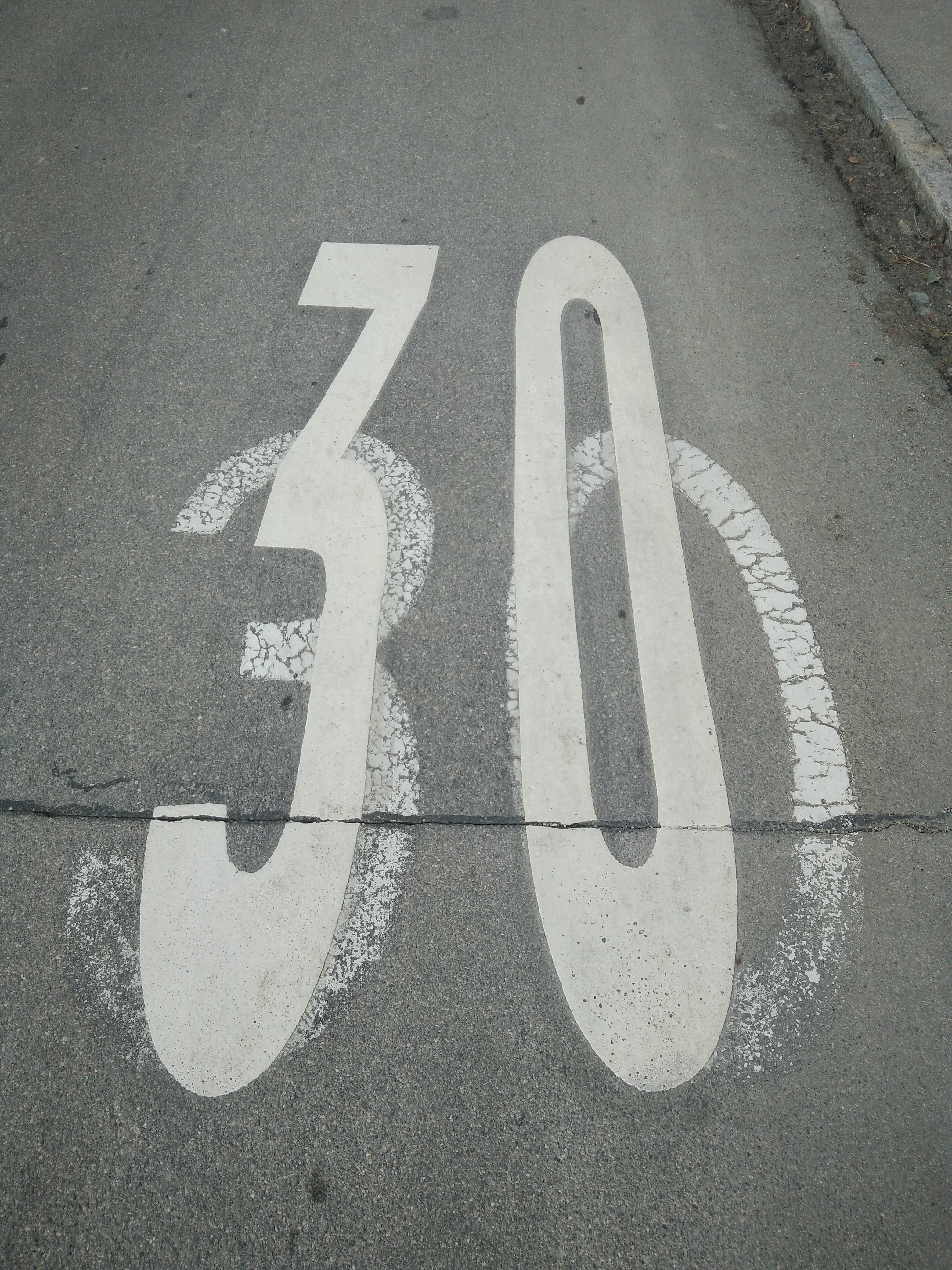
Unverzerrte und verzerrte übereinander aufgebrachte Straßenmarkierung

#### Aufschriften und besondere Markierungen in der Schweiz
Explizit als Beschriftungen vorgesehen in der SSV sind die Markierungen „BUS“ sowie „STOP“ sowie bei Parkverbotsfeldern die berechtigten Fahrzeuge (z. B. „TAXI“ oder eine Kontrollschildnummer). Darüber hinaus dürfen auf der Fahrbahn nach Art. 72 Abs. 3 SSV Richtungsangaben und die in der Signalisationsverordnung vorgesehenen Aufschriften angebracht werden. Das UVEK kann zur Verdeutlichung von Signalen zusätzlich besondere Markierungen vorsehen. An Radfahrer gerichtete Bodenmarkierungen (Piktogramme) sind gelb zu applizieren (Art. 74a Abs. 6 SSV).

6.08 Bus-Streifen
6.11 Stop
6.26 Ausgeweiteter Radstreifen

## Normen und Standards

### Europa

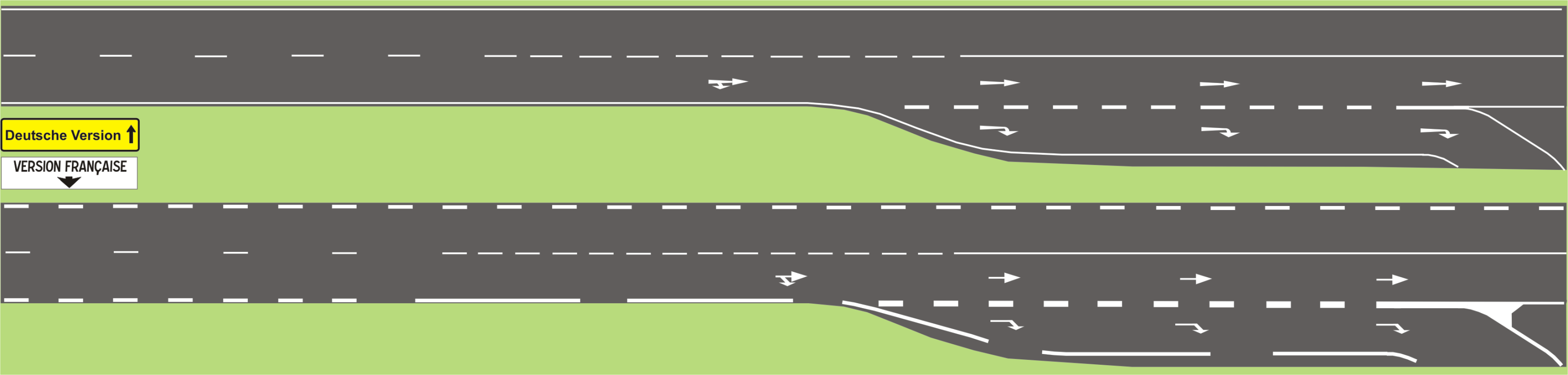
Auch in der EU hat jedes Land eigene Standards: dieselbe Straßensituation mit deutschen und französischen Markierungen.

- Straßenmarkierungsmaterialien (EN 1423 und EN 1424)
- Markierungsknöpfe (EN 1463-1 und -2)
- Anforderungen an Markierungen an Straßen (EN 1436)
- Qualitätskontrolle (ENV 13459-1 bis -3)

### Deutschland
Bundesverordnungen und Verwaltungsvorschriften des Bundes:
- Straßenverkehrsordnung (StVO)
- Allgemeine Verwaltungsvorschrift zur Straßenverkehrs-Ordnung (VwV-StVO)

Landesverordnungen bzw. bundeslandspezifische Dienstanweisungen:
Thüringen
- Verfahrensanordnung zur einheitlichen Anwendung und Umsetzung von Fahrbahnmarkierungen im Freistaat Thüringen, Allgemeiner Teil (VFM-T(A))[25]
- Verfahrensanordnung zur einheitlichen Anwendung und Umsetzung von Fahrbahnmarkierungen im Freistaat Thüringen, Baulicher Teil (VFM-T(B))[26]
- Verfahrensanordnung für Verkehrssicherungen auf Bundesautobahnen im Freistaat Thüringen (VVB-T)[27]

Regelwerke:
Schriften der Forschungsgesellschaft für Straßen- und Verkehrswesen (FGSV)
- Richtlinien für die Markierung von Straßen (RMS-1[28], RMS-2)
- Zusätzliche technische Vertragsbedingungen und Richtlinien für Markierungen auf Straßen (ZTV M)
- Technische Lieferbedingungen für Markierungsmaterialien (TL-M)
- Merkblatt für Agglomeratmarkierungen
- Hinweise für Markierungen auf neuen Fahrbahnoberflächen

Organisation:
- Deutsche Studiengesellschaft für Straßenmarkierungen

### Österreich
- Auswahl von Bodenmarkierungen (RVS 05.03.12)
- Straßenverkehrsordnung (StVO)

### Schweiz
- Strassenverkehrsgesetz (SVG)
- Signalisationsverordnung (SSV)
- Markierungen, Ausgestaltung und Anwendungsbereiche (SN 640 850a)
- Markierungen, Anwendungsbeispiele für Haupt- und Nebenstrassen (SN 640 862)
- Temporäre Signalisation auf Haupt- und Nebenstrassen (SN 640 886)
- Besondere Markierungen (SN 640 851)